# В'єтнамський донг
В'єтнамський донг (в'єт. đồng, трансліт. 銅, в'єт. 銅) — грошова одиниця В'єтнаму; дорівнює 10 хау або 100 су.

## Етимологія
Див. також Данг
Термін «донг», у перекладі з в'єтнамської означає «мідь» або «бронза». Незвичайне походження назви пов'язане з історією країни. Коли В'єтнам був частиною Французького Індокитаю, основним номіналом грошової системи був піастр, який на в'єтнамській звучав як «dong» або рідше «bac» (срібло). Після отримання суверенітету і північний, і південний В'єтнам стали випускати власну валюту, яка називалася «донг».

## Опис
Усі купюри містять зображення портрета Хо Ші Міна. Купюри серії 2006 року істотно відрізняються від тих, що видавалися раніше. Вони мають полімерну основу (пластикові) і додатковий захист. З правого боку на лицьовому звороті купюри номіналом 50000 донгів та розміром 140×65 мм розміщений портрет Хо Ші Міна, а з лівого боку — державний герб. На звороті купюри знаходиться зображення пагоди в парку. На банкноті є прозоре вікно, на якому розміщено портрет Хо Ші Міна та літери VN. Домінуючі кольори купюри: пурпуровий, червоний та фіолетовий.
Купюра 500000 донгів, розміром 151×65 мм, на лицьовій стороні містить зображення Хо Ші Міна, на зворотньому — місце його народження в Кім Лієне, виконана в зелено-жовтих тонах.
Через зростання інфляції в 1987 році були випущені нові банкноти номіналом 100, 200, 1000, 2000 і 5000 донгів, в 1990 році випущено банкноти номіналом 10000 і 50000 донгів, в 1991— 20000 донгів, в 1994 — 100 000 донгів, в 2003 — 500000 і 200000 донгів були випущені в 2006 році. Також в 2001 році була випущена пам'ятна полімерна банкнота номіналом 50 донгів (в обігу практично не використовується, через те, що її купівельна спроможність дуже мала).

## Історія

### Північний В'єтнам
Першу емісію донгів було здійснено Північним В'єтнамом у 1947 році. Вартість 1 донгу дорівнювала 1 піастру. В обігу продовжували перебувати піастри Індокитайського банку (до листопада 1954), а також старовинні мідні та цинкові донги. Після двох грошових реформ у 1951 та 1959, донг 1947 року був обмінений 10:1, а згодом донг 1951 року — 10000:1. У випуск 1951 року входили купюри номіналом 20, 50, 100, 200, 500, 1000 і 5000 донгів.
| Випуск 1958 рік | Випуск 1958 рік | Випуск 1958 рік | Випуск 1958 рік   | Випуск 1958 рік    | Випуск 1958 рік |
| Зображення      | Зображення      | Номінал         | Опис              | Опис               | Рік випуску     |
| Аверс           | Реверс          | Номінал         | Аверс             | Реверс             | Рік випуску     |
| --------------- | --------------- | --------------- | ----------------- | ------------------ | --------------- |
|                 |                 | 1 донг          | Монумент з баштою | Рисове поле        | 1958            |
|                 |                 | 2 донги         | Люди з прапором   | Гори і човен       | 1958            |
|                 |                 | 5 донгів        | Хо Ші Мін         | Будівництво дороги | 1958            |
|                 |                 | 10 донгів       | Хо Ші Мін         | Фабрика            | 1958            |

### Південний В'єтнам
Нові гроші розроблялися Емісійним інститутом держав Камбоджа, Лаос і В'єтнам (фр. Institut d'Emission des Etats du Cambodge, du Laos et du Vietnam). Було створено банкноти номіналом 1, 5, 10, 100 and 2001, 5, 10, 100 та 200 донгів. Першу емісію донгів було здійснено у 1955 році з 30 вересня по 7 листопада. Так само, як і в Північному В'єтнамі, вартість донгу становила 1:1 до піастру Французького Індокитаю. Індокитайський піастр продовжував використовуватися в обігу до січня 1957 року. У 1955 році Банк Індокитаю припинив своє існування, натомість запроваджувався Національний Банк В'єтнаму. Згодом були впроваджені купюри номіналом 2 та 500 донгів, та у 1956 році — 20 та 50 донгів. Між 1964 та 1968 роками паперові банкноти нижче 50 донгів були замінені на копійки. Тисячу донгів було презентовано у 1971 році. В останній випуск банкнот в південнов'єтнамського донгу входили купюри номіналом 50, 100, 200, 500, 1000, 5000 і 10000 донгів. Через інфляцію банкноти у 5000 та 10000 мали б бути випущені у 1975, проте цьому завадив наступ армії Північного В'єтнаму.
| Випуск 1955—1962 років | Випуск 1955—1962 років | Випуск 1955—1962 років          | Випуск 1955—1962 років     | Випуск 1955—1962 років | Випуск 1955—1962 років |
| Зображення             | Зображення             | Номінал                         | Опис                       | Опис                   | Рік випуску            |
| Аверс                  | Реверс                 | Номінал                         | Аверс                      | Реверс                 | Рік випуску            |
| ---------------------- | ---------------------- | ------------------------------- | -------------------------- | ---------------------- | ---------------------- |
|                        |                        | 1 південнов'єтнамський донг     | Селянин зі снопом рису     | Селянин на фоні поля   | 1955                   |
|                        |                        | 2 південнов'єтнамських донги    | Традиційний човен          | Вид річки              | 1955                   |
|                        |                        | 5 південнов'єтнамських донгів   | Селянин з водяним буйволом | Вид річки з будинком   | 1955                   |
|                        |                        | 10 південнов'єтнамських донгів  | Пара селян                 | Мальовнича арка        | 1962                   |
|                        |                        | 20 південнов'єтнамських донгів  | Воли запряжені у віз       | Жінка, що копає        | 1962                   |
|                        |                        | 50 південнов'єтнамських донгів  | Хлопчик з водяним буйволом | Просіювання зерна      | 1956                   |
|                        |                        | 100 південнов'єтнамських донгів | Селянин на тракторі        | Стилізований павич     | 1955                   |
|                        |                        | 200 південнов'єтнамських донгів | Солдат з автоматом         | Селянка зі снопами     | 1955                   |
|                        |                        | 500 південнов'єтнамських донгів | Пагода                     | без малюнку            | 1955                   |

У вересні 1975, після падіння Сайгона, валюта Південного В'єтнаму стала називатися Вільний донг, обмін здійснювався 500:1. Кожна родина могла обміняти до 100000 донгів, підприємці та особи вільних професій — до 200000 донгів, суми понад зазначені лімітів зараховувалися на рахунки в банку.
Банкоти, які зараз використовуються 1000-500000 донгів
2003 Полімерна серія
Значення зображення Розміри Основний колір Опис Дата
Аверс Реверс Аверс Проблема зворотного друку призупинена Відкликання
10 000 донгів 132 × 60 мм Жовте нафтове родовище Хошимін Bạch Hổ Перші дві цифри серійного номера вказують на дві останні цифри року випуску.	30 серпня 2006 р. Поточний
20 000 донгів 136 × 65 мм Синій критий міст у Хоі-Ані 17 травня 2006
50 000 донгів 140 × 65 мм Pink Huế 17 грудня 2003

### Об'єднаний В'єтнам
Після об'єднання В'єтнаму у 1978 році проведена нова грошова реформа, донг теж був об'єднаний. Північний донг міг бути обміняний на нові донги за курсом 1:1, донг Південного В'єтнаму — 10:8. 14 вересня 1985 був проведений обмін старих грошових знаків на нові по співвідношенню 10:1.